# Pachychelium antarcticum
Pachychelium antarcticum is een vlokreeftensoort uit de familie van de Pachynidae. De wetenschappelijke naam van de soort is voor het eerst geldig gepubliceerd in 1926 door Schellenberg.